# Joris Berkhout
Joris Benjamin Berkhout (* 2. Oktober 1999 in Warmenhuizen) ist ein niederländischer Volleyballspieler.

## Karriere
Berkhout begann seine Karriere bei VV Zaanstad. Von dort wechselte er 2019 zu Dynamo Apeldoorn. 2021 gewann der Zuspieler mit Apeldoorn erstmals die niederländische Meisterschaft. 2022 und 2023 gelang dem Verein die Titelverteidigung. Im nationalen Pokal musste sich Apeldoorn hingegen 2020, 2021 und 2023 jeweils im Finale geschlagen geben. In der Saison 2023/24 spielte Berkhout beim belgischen Verein VC Greenyard Maaseik. Anschließend wechselte er zu VC Limax Linne. 2025 wurde Berkhout vom deutschen Bundesligisten SWD Powervolleys Düren verpflichtet.